# Pseudaugochlora simulata
Pseudaugochlora simulata là một loài Hymenoptera trong họ Halictidae. Loài này được E. A. B. Almeida mô tả khoa học năm 2008.